# Certificados de la Tesorería de la Federación
Los Certificados de la Tesorería de la Federación (CETE's) son títulos de deuda pública emitidos por el Banco de México, como representante del gobierno federal. Estos certificados se emitieron por primera vez en enero de 1978, y desde entonces constituyen un pilar fundamental en el desarrollo del mercado de dinero en México. Actualmente, los utiliza el Banco de México como instrumento para regular su función de política monetaria. Por sus características, estos títulos pertenecen a la familia de los bonos cupón cero, debido a que cotizan a descuento (por debajo de su valor nominal), no devengan intereses en el transcurso de su vida y liquidan su valor nominal en la fecha de vencimiento.[cita requerida]
En el año 2010, bajo el gobierno de Felipe Calderón, se dispuso que este instrumento estuviera al alcance de todos, invirtiendo desde la módica cantidad de MX$ 100.00 creando la plataforma web: cetesdirecto.com por la Secretaría de Hacienda y Crédito Público y operada por Nacional Financiera.

## Características principales
Las características de los certificados son las siguientes:
| Característica      | Definición |
| ------------------- | --- |
| Emisor              | SHCP como representante del gobierno federal, utilizando al Banco de México como agente exclusivo para la colocación. |
| Valor nominal       | $10.00 pesos mexicanos |
| Objetivo            | Conservar el poder adquisitivo del dinero. |
| Colocación primaria | La colocación primaria se realiza mediante subastas, en la cual los participantes presentan posturas por el monto de títulos que desean adquirir y la tasa de descuento que están dispuestos a pagar. Esta función la lleva a cabo el Banco de México.                                                                |
| Mercado secundario  | El mercado secundario de los CETES es amplio. Se pueden adquirir mediante operaciones de compra-venta en directo y en reporto, así como en operaciones de préstamo de valores. |
| Plazo               | El plazo es variable, siempre y cuando su fecha de vencimiento coincida con un jueves o la fecha que sustituya a este en caso de que fuera inhábil. El plazo mínimo es de 7 días y el máximo, de 728 días. En la actualidad, los plazos más comunes son: 28 y 91 días, y a plazos cercanos a los seis meses y un año. |
| Pago de intereses   | No devengan intereses, cotizan a descuento. |
| Tipo de operación   | Contado y reporto |
| Tipo de liquidación | Mismo día, 24, 48, 72 y 96 días. |
| Rendimiento         | Diferencia del precio de compra bajo par y el valor nominal del título. |
| Garantía            | Gobierno federal |
| Custodia            | S.D. Indeval |
| Régimen fiscal      | Previsto en la Ley de Impuesto sobre la Renta y demás disposiciones vigentes emitidas por la Secretaría de Hacienda y Crédito Público |

## Determinación de su precio de compra
Los Certificados de Tesorería cotizan a descuento; por tanto, la fórmula para calcular su precio de compra es:
{\displaystyle Precio=ValorNominal*(1-{\frac {\%descuento*Plazo}{360}}\,)}
Suponiendo que se cuenta con un Certificado de Tesorería con un plazo de 28 días y una tasa de descuento del 11 por ciento, el valor nominal siempre será de $10.00 MXN.
```
Precio = 10 * [1 - (0.11 * 28 / 360)]    => 10 * (1 - 0.008556) = 10 * 0.9914444 = 9.914444
```

El precio de compra es $9.914444 MXN.